# Западностаропланинска овца
Западностаропланинска овца е българска порода дълготънкоопашата овца с предназначение добив на вълна и месо.

## Разпространение
Породата е разпространена в стопанства в селища, намиращи се в областите София, Монтана и Враца и най-вече в общините Берковица и Вършец.
Към 2008 г. броят на представителите на породата е бил 368 индивида.
Към 2010 г. броят на представителите на породата е бил 1076 индивида.
Рисков статус – застрашена от изчезване.

## Описание
Овцете са с правоъгълно тяло и сравнително дребни. Имат дълбоки и широки гърди. Главата е с прав профил зарунена до очната линия. Мъжките са безроги, рядко се срещат с дребни рога. Ушите са изправени и нормално развити с характерна пигментация. Пигментирани са и около очите и носното огледало. Краката са бели или с едри пигментирани участъци. Обикновено пигментът е черен, но се среща и кафяв. Опашката е тънка и достига до скакателните стави. Копитата са здрави. Руното е предимно затворено.
Овцете са с тегло 45 – 55 kg, а кочовете 70 – 80 kg. Средният настриг на вълна е 2,5 – 3,5 kg при овцете и 3 – 3,5 kg при кочовете. Плодовитостта е в рамките на 120 – 140%. Средната млечност за доен период е 50 – 60 l.